# Phrynixus
Phrynixus är ett släkte av skalbaggar. Phrynixus ingår i familjen vivlar.

## Dottertaxa tillPhrynixus, i alfabetisk ordning[1]
- Phrynixus amoenus
- Phrynixus asper
- Phrynixus astutus
- Phrynixus bicarinellus
- Phrynixus binodosus
- Phrynixus blandus
- Phrynixus brevipennis
- Phrynixus capitalis
- Phrynixus cedius
- Phrynixus celatus
- Phrynixus conspicuus
- Phrynixus costirostris
- Phrynixus differens
- Phrynixus facetus
- Phrynixus humeralis
- Phrynixus humilis
- Phrynixus intricatus
- Phrynixus longiusculus
- Phrynixus longulus
- Phrynixus modicus
- Phrynixus rufipes
- Phrynixus rufiventris
- Phrynixus setipes
- Phrynixus simplex
- Phrynixus squamalis
- Phrynixus terreus
- Phrynixus tuberculatus
- Phrynixus ventralis